# Gustaf Larsson
Karl Gustaf Larsson (født 5. marts 1893 i Norrlanda, Gotland; død 30. maj 1985 i Anga, Gotland) var en svensk-gotlandsk forfatter og bonde.
Larsson blev født i Norland Sogn i det østlige Gotland. Hans forældre hed Johan og Maria Larsson og arbejdede som småbønder og tømrer. Efter afsluttet folkeskole arbejdede Larsson først som tømrer i Stockholm, senere blev han bonde. Allerede i 1920'erne begyndte han at skrive digte, både på svensk og på gutamål (gutnisk). Efterhånden blev han med sine skildringer af landskabet og folkestemningen kendt som Gotlands hjemstavnsdigter. Flere digte er blevet sat til musik og indspillet. Sådan blev hans digt Soli gynnär hällä sat i musik af Svante Pettersson. I 1962 fik Larsson tildelt Gotland Kommunes kulturpris.
Allerede i 1916 påbegyndte Larsson en fotografisk dokumentation af landskabet. 2175 billeder er bevaret. De omfatter 871 bygninger og bygningsdetaljer, 352 landskaber, 410 personer og portrætter, 214 fra arbejdslivet, 162 blomster og 166 genstande.
Larsson skabte sammen med sin far Johan Norrlandas oldtidshus som lokalmuseum, da han i 1924 købte et gammelt forfaldent sommerhus ved Lina i Hörsne sogn. Den blev flyttet til Norrlanda og udgør i dag hovedbygningen på Hjemstavnsmuseet.
Gustaf Larsson Selskabet, der blev stiftet den 5. marts 1990, arbejder for at pleje og uddybe kendskabet til Larssons forfatterskab og hans fotografiske arbejde.